# Cambita Garabitos
Cambita Garabitos é um município da República Dominicana pertencente à província de San Cristóbal.
Sua população estimada em 2012 era de 42 589 habitantes.